# Ikodekstrin
Ikodekstrin je izoosmotski rastvor za peritonealnu dijalizu koji se sastoji od glukoznih polimera. On se prvenstveno koristi za ambulatornu peritonealnu dijalizu dijabetičkih pacijenata i automatizovanu peritonealnu dijalizu pacijenata u krajnjim stupnjevima renalne bolesti.

## Literatura
- Hardman JG, Limbird LE, Gilman AG (2001). Goodman & Gilman's The Pharmacological Basis of Therapeutics (10. изд.). New York: McGraw-Hill. ISBN 0071354697. doi:10.1036/0071422803.
- Thomas L. Lemke; David A. Williams, ур. (2007). Foye's Principles of Medicinal Chemistry (6. изд.). Baltimore: Lippincott Willams & Wilkins. ISBN 0781768799.